# Leah Kirchmann
Leah Kirchmann (Winnipeg, 30 giugno 1990) è una ciclista su strada canadese che corre per il team Denver Disruptors. Atleta veloce ma completa, nel 2016 ha vinto il cronoprologo del Giro d'Italia e si è piazzata seconda nella classifica individuale del Women's World Tour.

## Palmarès
- 2011 (Team Colavita, quattro vittorie)

5ª tappa Nature Valley Grand Prix
2ª tappa Tour of Elk Grove
3ª tappa Tour of Elk Grove
Classifica generale Tour of Elk Grove
- 2014 (Optum presented by Kelly Benefit Strategies)

3ª tappa San Dimas Stage Race
3ª tappa Redlands Bicycle Classic
4ª tappa Redlands Bicycle Classic
Campionati canadesi, Prova a cronometro
Campionati canadesi, Prova in linea
White Spot/Delta Road Race
- 2015 (Optum presented by Kelly Benefit Strategies, tre vittorie)

2ª tappa Joe Martin Stage Race (Fayetteville > Fayetteville)
2ª tappa Tour of California (South Lake Tahoe > South Lake Tahoe)
3ª tappa Tour of California (Sacramento > Sacramento)
- 2016 (Team Liv-Plantur, due vittorie)

Drentse Acht van Westerveld
Prologo Giro d'Italia (Gaiarine, cronometro)
- 2017 (Team Sunweb, una vittoria)

Grand Prix Cycliste de Gatineau
- 2018 (Team Sunweb, una vittoria)

Campionati canadesi, Prova a cronometro
- 2019 (Team Sunweb, due vittorie)

Grand Prix Cycliste de Gatineau
Campionati canadesi, Prova a cronometro

### Altri successi
- 2015 (Optum presented by Kelly Benefit Strategies)

Classifica a punti Tour of California
- 2017 (Team Sunweb)

Campionati del mondo, Cronosquadre
- 2018 (Team Sunweb)

1ª tappa Giro d'Italia (Verbania > Verbania, cronosquadre)
1ª tappa Tour of Norway (Aremark > Fortezza di Fredriksten, cronosquadre)
1ª tappa Madrid Challenge by La Vuelta (Boadilla del Monte > Boadilla del Monte, cronosquadre)
- 2020 (Team Sunweb)

Classifica a punti Tour Down Under

## Piazzamenti

### Grandi Giri
- Giro d'Italia

2016: 8ª
2018: 17ª
2019: 44ª
2020: 61ª
2021: ritirata (10ª tappa)
2022: 90ª

### Competizioni mondiali
- Campionati del mondo

Città del Capo 2008 - Cronometro Juniores: 25ª
Città del Capo 2008 - In linea Juniores: 40ª
Copenaghen 2011 - In linea Elite: 17ª
Limburgo 2012 - In linea Elite: 21ª
Toscana 2013 - Cronosquadre: 8ª
Toscana 2013 - In linea Elite: ritirata
Ponferrada 2014 - Cronosquadre: 4ª
Ponferrada 2014 - In linea Elite: 27ª
Ponferrada 2014 - In linea Elite: ritirata
Richmond 2015 - Cronosquadre: 9ª
Richmond 2015 - In linea Elite: 32ª
Doha 2016 - In linea Elite: 14ª
Bergen 2017 - Cronosquadre: vincitrice
Bergen 2017 - In linea Elite: 12ª
Innsbruck 2018 - Cronosquadre: 3ª
Innsbruck 2018 - Cronometro Elite: 4ª
Innsbruck 2018 - In linea Elite: 25ª
Imola 2020 - Cronometro Elite: 21ª
Imola 2020 - In linea Elite: 59ª
Fiandre 2021 - Cronometro Elite: 11ª
Fiandre 2021 - In linea Elite: 63ª
Wollongong 2022 - Cronometro Elite: 17ª
Wollongong 2022 - In linea Elite: 46ª
- Coppa del mondo/World Tour

2015: 42ª
2016: 2ª
2017: 22ª
2018: 24ª
2019: 18ª
2020: 18ª
2021: 66ª
2022: 197ª
- Giochi olimpici

Rio de Janeiro 2016 - In linea: 38ª
Tokyo 2020 - In linea: 36ª
Tokyo 2020 - Cronometro: 12ª